# Volodymyr Vynnyčenko
Volodymyr Kyrylovyč Vynnyčenko (ukrajinsky Володимир Кирилович Винниченко; 28. července 1880 Jelizavetgrad (dnes Kropyvnyckyj), Ruské impérium – 6. března 1951 Mougins, Francie) byl ukrajinský spisovatel, dramatik, aktivista a politik, vedoucí postava ukrajinského literárního modernismu.

## Život a politika

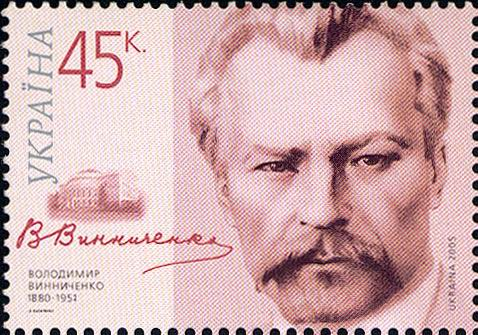
Vynnyčenko na současné ukrajinské poštovní známce

Volodymyr Vynnyčenko studoval v Kyjevě, byl však jakožto revolucionář vyloučen a později (1903–4) na jeden rok uvězněn. Během první světové války pobýval ilegálně v Moskvě a roku 1917 se na Ukrajině zapojil do boje za nezávislost. Byl jeden z pěti členů Direktoria, které se chopilo vlády v UNR v listopadu 1918. V krátkém období od 19. prosince 1918 do 10. února 1919 byl jakožto předseda Direktoria premiérem Ukrajinské národní republiky. Vynnyčenko byl podobně jako prezident Hruševskyj příznivcem spíše umírněného, demokratického socialismu, zatímco bolševismus importovaný z Moskvy odmítali. Od roku 1920 žil v emigraci ve Francii, kde se věnoval téměř výhradně literatuře a kde také ve věku 70 let zemřel.

## Spisovatelem
Vynnyčenko jakožto autor zaujal již svými prvními povídkami. Po povídkách ze života zemědělského proletariátu psal psychologické a politické romány (Zápisky pikonosého Mefista, Anarchisté, aj.) a dramata (Hřích, Lež, Černý panter a bílý medvěd). Po druhé světové válce vznikl mj. román Máš slovo, Staline, který zobrazuje stalinskou perzekuci někdejších ukrajinských revolucionářů. Vynnyčenko je mj. autorem prvního ukrajinského utopického románu Soňačna mašyna. Přestože byl revolucionář a demokrat, během sovětské éry bylo vydávání jeho děl zakázáno, a to až do pozdních 80. let. Dnes se jeho studiu věnuje Vynnyčenkův archiv v New Yorku a v rodném Kropyvnyckém je po něm pojmenována univerzita.